# Nuri Bilge Ceylan
Nuri Bilge Ceylan (phát âm tiếng Thổ Nhĩ Kỳ: [ˈnuːri ˈbilɟe ˈdʒejlan], sinh ngày 26 tháng 1 năm 1959) là một nhiếp ảnh gia, nhà biên kịch, diễn viên và đạo diễn phim người Thổ Nhĩ Kỳ. Ông giành giải Cành cọ vàng, giải thưởng cao nhất của Liên hoan phim Cannes vào năm 2014. Ông kết hôn với nhà làm phim, nhiếp ảnh gia và nữ diễn viên Ebru Ceylan, người đồng đảm nhiệm vai chính với ông trong phim Climates.